# Torneio Touchdown 2010
Torneio Touchdown 2010 foi a segunda edição do Torneio Touchdown - um torneio de futebol americano entre equipes de diversos estados brasileiros.
Classificaram os Campeões de cada divisão e os segundos colocados para os semi-finais. Vencedores da semi-final fazem a final em jogo unico.

## Equipes de 2010
- Curitiba Hurricanes

- Jaraguá Breakers[1]

- Ponta Grossa Phantoms

- Vasco da Gama Patriotas

- São José Istepôs

- São Paulo Spartans

- Vila Velha Tritões

## Divisões

### Divisão Sudeste
- Vasco da Gama Patriotas

- São Paulo Spartans

- Vila Velha Tritões

### Divisão Sul
- Curitiba Hurricanes

- Jaraguá Breakers

- Ponta Grossa Phantoms

- São José Istepôs

## Classificação
| 1 | Vasco da Gama Patriotas | 3 | 1 | 84 | 90 | 2 | 2 | 3V |
| 2 | Vila Velha Tritões      | 2 | 2 | 85 | 68 | 2 | 2 | 1V |
| 3 | São Paulo Spartans      | 1 | 3 | 82 | 93 | 2 | 2 | 2D |

| 1 | São José Istepôs      | 3 | 1 | 68 | 49 | 2 | 2 | 3V |
| 2 | Curitiba Hurricanes   | 2 | 2 | 52 | 47 | 2 | 2 | 1D |
| 3 | Ponta Grossa Phantoms | 2 | 2 | 73 | 84 | 2 | 2 | 2D |
| 4 | Jaraguá Breakers      | 1 | 3 | 63 | 76 | 2 | 2 | 1V |

Critérios de Desempate
A classificação de um time dar-se-á em função dos seguintes elementos em seqüência:
- Numero de vitórias

- Confronto direto,

- Força do grupo - a força do grupo será determinada por estatísticas, avaliadas após todos os times terem participado de no mínimo 1 partida,

- Força de vitória,

- Sorteio.

## Temporada Regular
| Data           | Visitante  | Placar  | Mandante   | Local             |
| -------------- | ---------- | ------- | ---------- | ----------------- |
| 21 de Agosto   | Patriotas  | 23 – 36 | Tritões    | Vila Velha        |
| 28 de Agosto   | Istepôs    | 10 – 21 | Hurricanes | Curitiba          |
| 4 de Setembro  | Phantoms   | 20 – 14 | Breakers   | Jaraguá do Sul    |
| 18 de Setembro | Hurricanes | 7 – 12  | Istepôs    | Florianópolis     |
| 19 de Setembro | Spartan    | 27 – 28 | Patriotas  | Saquarema         |
| 26 de Setembro | Breakers   | 24 – 32 | Phantoms   | Ponta Grossa      |
| 2 de Outubro   | Tritões    | 22 – 23 | Spartans   | Bragança Paulista |
| 9 de Outubro   | Breakers   | 13 – 15 | Hurricanes | Curitiba          |
| 16 de Outubro  | Tritões    | 7 – 10  | Patriotas  | Rio de Janeiro    |
| 24 de Outubro  | Istepôs    | 24 – 21 | Phantoms   | Ponta Grossa      |
| 30 de Outubro  | Spartans   | 12 – 20 | Tritões    | Vila Velha        |
| 6 de Novembro  | Hurricanes | 9 – 12  | Breakers   | Jaraguá do Sul    |
| 13 de Novembro | Phantoms   | 0 – 22  | Istepôs    | Florianópolis     |
| 20 de Novembro | Patriotas  | 23 – 20 | Spartans   | Pouso Alegre      |

## Campeões de Divisões
Vasco da Gama Patriotas -   Campeão da Divisão Sudeste
 São José Istepôs -  Campeão da Divisão Sul

## Semifinais
| 27 de Novembro | Curitiba Hurricanes | 3 – 6 | Vila Velha Tritões | Estádio Gil Bernardes da Silveira, Vila Velha |
|                |                     |       |                    |                                               |

| 27 de Novembro | Vasco da Gama Patriotas | 9 – 3 | São José Istepôs | Estádio da Academia Militar, Florianópolis |
|                |                         |       |                  |                                            |

## Final
| 11 de Dezembro | Vasco da Gama | 0 – 7 | Vila Velha Tritões | Vila Belmiro, Santos |
|                |               |       |                    |                      |

## Campeão
| Campeão Brasileiro 2010 Torneio Touchdown |
| ----------------------------------------- |
| Vila Velha Tritões Campeão                |

## Classificação final
| Equipes | Equipes                 |
| ------- | ----------------------- |
| 1       | Vila Velha Tritões      |
| 2       | Vasco da Gama Patriotas |
| 3       | São José Istepôs        |
| 4       | Curitiba Hurricanes     |
| 5       | Ponta Grossa Phantoms   |
| 6       | São Paulo Spartans      |
| 7       | Jaraguá Breakers        |